# Half-breed (Capps-Dean)
Half-breed is een lied van de Amerikaanse zangeres Cher dat werd geschreven door Al Capps en Mary Dean. Toen ze het in 1973 uitbracht op single, werd het een nummer 1-hit in de Verenigde Staten, Canada en Nieuw-Zeeland en een top 10-hit in Australië en Zweden.
Het lied verhaalt over het leven van een dochter van een blanke vader een inheemse moeder (Cherokee). De familie van haar moeder schaamde zich voor haar en noemden haar "blank voor de wet". Blanken accepteerden haar evenmin en noemden haar een squaw, het indiaanse woord voor vrouw. Ze werd door kinderen gepest en ook daarna vond ze geen rust: "My life since then has been from man to man. But I can't run away from what I am."
Op de videoclip is de jonge Cher spaarzaam gekleed met een verentooi. Chers moeder is van gemengde afkomst en heeft een voorouder die van de Cherokee-indianen afstamt.
Aanvankelijk was het niet de bedoeling om de single buiten Amerika uit te brengen. Toen dit uiteindelijk toch gebeurde, werd het haar eerste internationale hit. In Amerika had ze al eerder een nummer 1-hit met Gypsys, tramps and thieves.
Ook deze single bereikte een nummer 1-positie in de Verenigde Staten en werd daar meer dan 1 miljoen maal verkocht. Ook in Canada en Nieuw-Zeeland werd het een nummer 1-hit. In de Europese hitlijsten kwam het in de meeste gevallen niet verder dan de middelste regionen, met in Zweden de hoogste notering op nummer 6. Het nummer kwam in de Nederlandse noch Belgische hitlijsten voor.
Het lied werd later een aantal malen opnieuw uitgebracht door andere artiesten binnen en buiten de VS. Joy Fleming bracht het in 1973 in een Duits-talige versie, Halbblut genaamd, opnieuw uit op een single. In februari kende de single zijn hoogste notering met plaats 38.